# دانشگاه آنگلیا راسکین
دانشگاه آنگلیا راسکین (ARU) یک دانشگاه دولتی در شرق انگلستان است. این دانشگاه توسط ویلیام جان بیمونت (یکی از اعضای کالج ترینیتی در دانشگاه کمبریج) در سال ۱۸۵۸ تأسیس شد. این مؤسسه در سال ۱۹۹۲ تبدیل به دانشگاه شد و در سال ۲۰۰۵ به نام نویسنده و استاد دانشگاه آکسفورد، جان راسکین تغییر نام داد. آنگلیا راسکین دارای ۳۹۴۰۰ دانشجو در سراسر جهان با پردیس‌هایی در کمبریج، چلمسفورد، پیتربورو و لندن است.